# Serjania rachiptera
Serjania rachiptera är en kinesträdsväxtart som beskrevs av Ludwig Radlkofer. Serjania rachiptera ingår i släktet Serjania och familjen kinesträdsväxter. Inga underarter finns listade i Catalogue of Life.